# Кантагало (Прато)
Кантагало (итал. Cantagallo) је насеље у Италији у округу Прато, региону Тоскана.
Према процени из 2011. у насељу је живело 60 становника. Насеље се налази на надморској висини од 560 м.

## Становништво
| 1936. | 1951. | 1961. | 1971. | 1981. | 1991. | 2001. | 2011. |
| ----- | ----- | ----- | ----- | ----- | ----- | ----- | ----- |
| 5.096 | 4.467 | 3.665 | 3.016 | 2.658 | 2.536 | 2.820 | 3.102 |